# Chaluhovití
Chaluhovití (Stercorariidae) je čeleď dlouhokřídlých ptáků, která zahrnuje několik druhů jediného rodu chaluha (Stercorarius). Jedná se o zavalitě stavěné mořské ptáky o velikosti kolem 40–60 cm. Jejich opeření bývá tmavé s různým množstvím světlých částí, některé chaluhy jsou úplně tmavé. Mají statný hákovitý zobák, který z nich spolu s dlouhými drápy a silným letem dělá obávané predátory. Jejich jídelníček se vykazuje obrovskou pestrostí a požírají mršiny, ryby, korýše, měkkýše, menší savce i jiné mořské ptáky a jejich vejce. Chaluhy jsou významnými kleptoparazity – napadají jiné mořské ptáky a odebírají jim jejich ulovenou kořist nebo je dokonce donutí vyvrhnout již spolknutou potravu. Míra kleptoparazitismu se však u jednotlivých druhů liší.
Chaluhy jsou cirkumpolárním rodem, hnízdí především v subarktických a arktických oblastech severní i jižní polokoule. Na zimu táhnou do mořských a přímořských oblastí nižších zeměpisných šířek včetně tropů. Do Česka hlavně na podzim vzácně zalétají hned čtyři druhy, a sice chaluha velká, pomořanská, příživná a malá. Chaluhy utváří monogamní páry, mateřská péče je sdílená. Hnízdí v létě, samice klade 1–3 vejce do mělkého důlku v zemi. Inkubace trvá kolem 24–32 dnů, prekociální mláďata se rodí obalena prachovým peřím. První let nastává mezi asi 24–50 dny. Žádná z chaluh nečelí vážnějšímu ohrožení, za což vděčí hlavně odlehlosti svých hnízdišť daleko od lidských sídlišť. V minulosti nicméně chaluha velká čelila vyhynutí na Faerských ostrovech a Shetlandech z důvodu nadměrného sběru vajec a odstřelu pro muzejní sbírky. 

## Systematika

### Název a objevování chaluh
Rod Stercorarius (česky chaluha) vytyčil francouzský zoolog Mathurin Jacques Brisson v roce 1760. Za typový druh označil chaluhu příživnou (Stercorarius parasiticus). Anglický zoolog George Robert Gray v roce 1870 rod povýšil na čeleď chaluhovití (Stercorariidae). Stercorarius pochází z latinského stercus (trus). To odkazuje ke zvyku chaluh pronásledovat ostatní ptáky, dokud neopustí nebo nevyvrhnou jídlo, které bylo v minulosti mylně považováno za trus.
Vzhledem k nesnadno dostupným habitatům chaluh se toho o těchto ptácích až do 19. století příliš nevědělo. Ze 17. a 18. století sice byla známa řada exemplářů odstřelených při průtahu Evropou nebo během expedic na evropský sever a do Grónska, avšak komplexní, v raném věku proměnlivé opeření chaluh podstatně zmátlo rané ornitology. Došlo k popisům desítek druhů, které ve skutečnosti představovaly jen několik druhů s opeřením různého stáří.

### Vnější

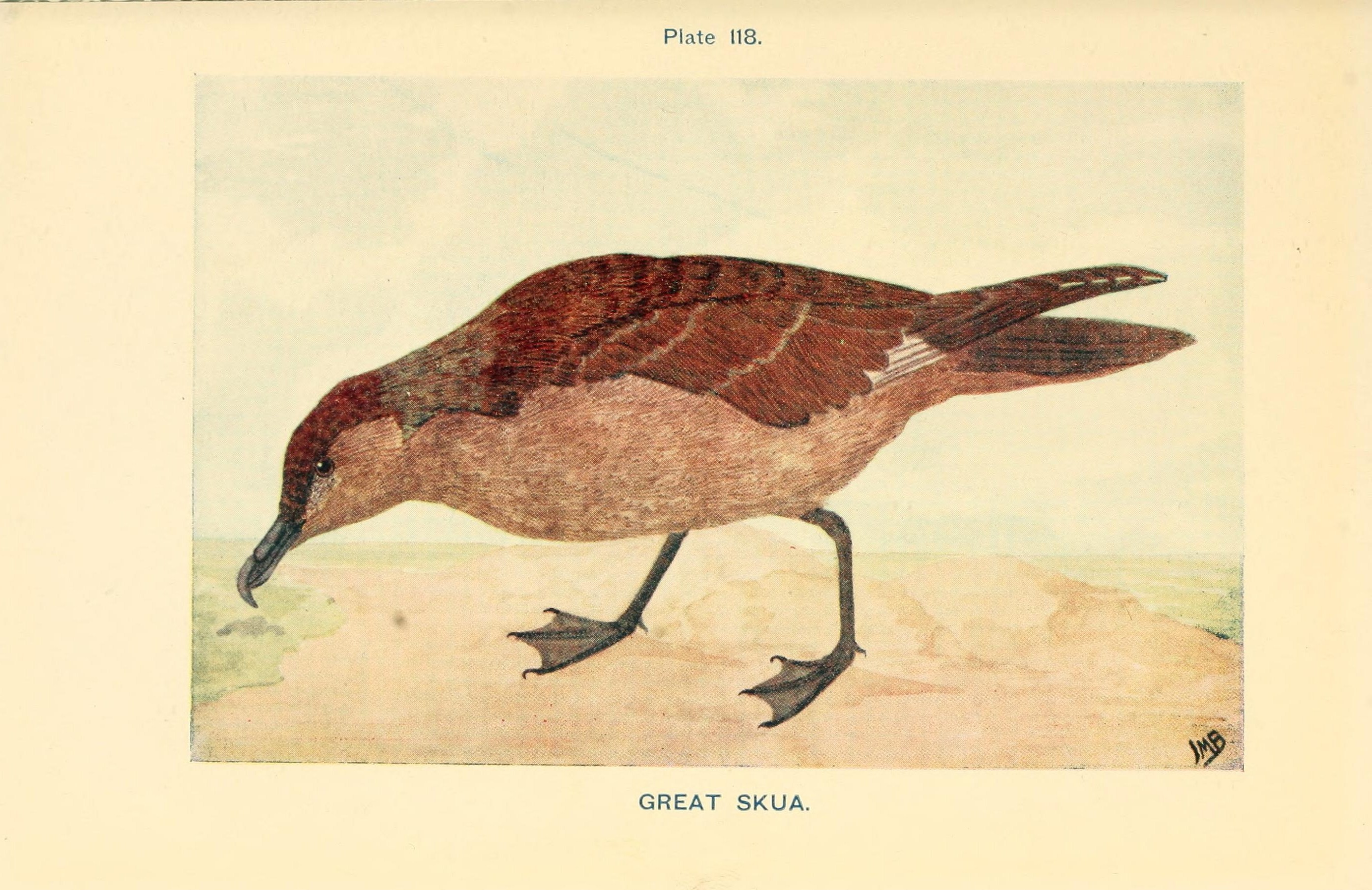
Ilustrace chaluhy velké (1909)

Taxonomické postavení chaluh bylo dlouhou dobu předmětem živých vědeckých debat. Chaluhy byly často považovány za podčeleď Stercorariinae v rámci čeledi rackoviítí (Laridae), avšak v moderním pojetí je tato čeleď vyhrazena pouze rackům, nodyjům, zobounům a rybákům. Soudobá taxonomie chaluhám vytyčuje samostatnou čeleď chaluhovití (Stercorariidae) v rámci podřádu Lari a řádu dlouhokřídlých (Charadriiformes). Genetické studie za sesterskou skupinu chaluhovitých opakovaně identifikovaly alkovité (Alcidae). Obě skupiny se od sebe vydělily patrně v pozdním eocénu před cirka 36 miliony lety.

### Vnitřní
Vnitřní uspořádání chaluh je předmětem pokračujících výzkumů a diskusí ornitologů. Chaluhy jsou vzájemně úzce příbuzné a hranice mezi druhy a poddruhy je obtížné určit.

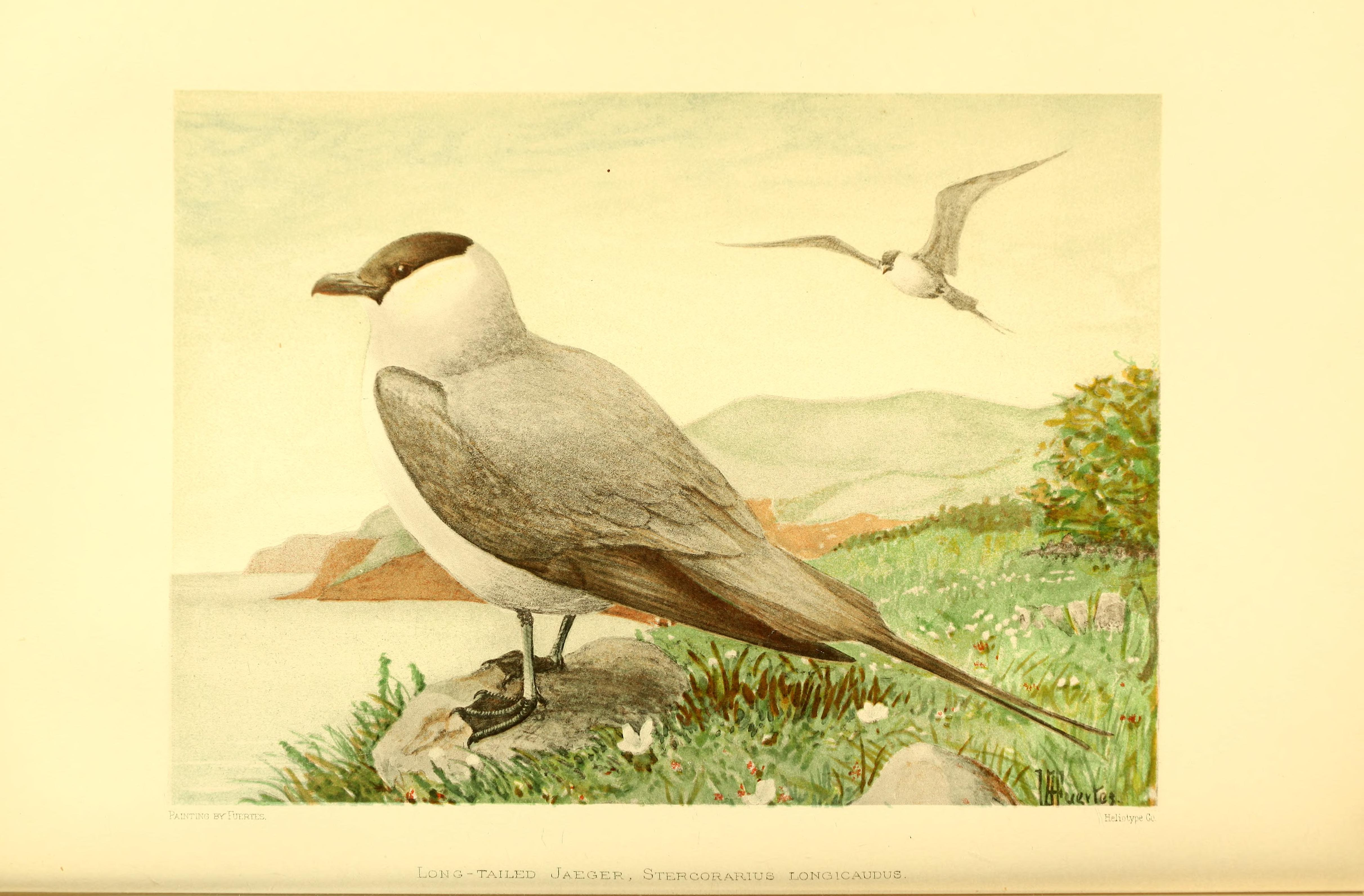
Ilustrace chaluhy malé (Louis Agassiz Fuertes, 1901)

Chaluhy se tradičně dělí do dvou skupin (podrodů), jimž někdy bývá přiznáván status rodu. Do skupiny Catharacta jsou řazeny chaluhy hnízdící na jižní polokouli (chaluha antarktická, chilská, subantarktická) spolu s chaluhou velkou ze severní polokoule – jedná se o velké, pelagické (mořské) druhy hnízdící na pobřeží a živící se kleptoparaziticky, u nichž je znám pouze hnědý šat. Do vlastního podrodu Stercorarius se bývaly zařazeny zbývající tři menší druhy hnízdící na severní polokouli většinou ve vnitrozemské tundře, lovící např. hlodavce. U nich mají dospělí ptáci často bílé břicho a prodloužená střední ocasní pera. Nové studie však naznačily, že chaluha pomořanská (S. pomarinus) je blíže příbuzná chaluhám podrodu Catharacta, což toto tradiční rozdělení narušilo. Existují různé hypotézy, vysvětlující tuto příbuznost (mimo jiné konvergence, křížení nebo společný původ), z nichž žádnou se dosud nepodařilo jednoznačně doložit. Jako východisko bylo dokonce navrženo chaluhu pomořanskou zařadit do samostatného rodu Coprotheres.

Ilustrace chaluhy pomořanské (John James Audubon, mezi 1827–1838)

Osteologická analýza z roku 2009 zařazení chaluhy pomořanské do skupiny Catharacta nepotvrdila a podle autorů je chaluha pomořanská sesterským taxonem skupiny Catharacta. Kladistická analýza z roku 2016 seznala, že situace by se vyjasnila přesunem chaluhy pomořanské do rodu Catharacta, jelikož chaluha pomořanská sice tvoří sesterský taxon k ostatním chaluhám ze skupiny rodu Catharacta, avšak v rámci tohoto rodu, tzn. je bazálním představitelem rodu Catharacta. V takovém případě by vnitřní rozdělení chaluh vypadalo takto (vynechány jsou dva taxony, které v této analýze figurují jako samostatné druhy, avšak většina taxonomických autorit je považuje za poddruhy chaluhy subantarktické):
- Stercorarius Brisson, 1760 
  - S. parasiticus – chaluha příživná
  - S. longicaudus – chaluha malá
- Catharacta Brünnich, 1764
  - C. pomarina – chaluha pomořanská
  - C. skua – chaluha velká
  - C. maccormicki – chaluha antarktická
  - C. chilensis – chaluha chilská
  - C. antarcticus – chaluha subantarktická

Dokud nebudou plně vyjasněné příbuzenské vztahy mezi jednotlivými druhy, jsou všechny chaluhy nadále řazeny do jediného rodu Stercorarius.

#### Evoluce

Ilustrace chaluhy příživné (mezi 1827–1838)

Fosilních nálezů chaluh není mnoho a částečně fosilizované pozůstatky jsou známy hlavně z Evropy. Známo je několik fosilií reprezentující recentní druhy (hlavně chaluhu pomořanskou) z doby pleistocénu a holocénu. Byl popsán pouze jediný vyhynulý druh Stercorarius shufeldti, což byl menší druh chaluhy ze středního pleistocénu z amerického Oregonu.
Podle analýz mitochondriální DNA chaluh ze skupiny Catharacta kolonizoval jeden z předků chaluh před 210 až 150 tisíci let jižní polokouli a rychle se zde rozšířil. Původním druhem byla podle analýz chaluha antarktická (S. maccormicki); ze všech jižních druhů je nejsubtilnější a rovněž je výrazně tažná (zaletuje na severní polokouli). Na jižní polokouli se rozšířila po celém pobřeží Antarktidy a dala vzniknout dvěma různým populacím. Při dalším postupu zalednění Antarktidy kolonizovaly různé populace řadu subantarktických ostrovů a jih Jižní Ameriky. Díky malé celkové početnosti a značné izolaci jednotlivých populací došlo k vývoji několika samostatných taxonů. V průběhu zalednění ptáci z jedné populace zpětně kolonizovaly severní polokouli a daly tak vznik chaluze velké (S. skua) a chaluze pomořanské (S. pomarinus).

#### Seznam druhů
K chaluhovitým jsou řazeny následující druhy (tučně jsou zvýrazněny druhy zjištěné v Česku):
| Obrázek | Vědecké jméno             | Běžné jméno            | Výskyt |
| ------- | ------------------------- | ---------------------- | --- |
|         | Stercorarius skua         | chaluha velká          | Atlantský oceán od Spojených států a severozápadní Afriky na sever po Severní ledový oceán.                                            |
|         | Stercorarius maccormickii | chaluha antarktická    | Hnízdí na Antarktidě, zimuje na severu Atlantského a Tichého oceánu.                                                                   |
|         | Stercorarius chilensis    | chaluha chilská        | Hnízdí v jižních oblastech Jižní Ameriky, zimuje podél západního a jižního pobřeží Jižní Ameriky.                                      |
|         | Stercorarius antarcticus  | chaluha subantarktická | Hnízdí na subantarktických ostrovech i na Antarktidě, v zimě má cirkumpolární rozšíření v jižním Tichém, Indickém a Atlantském oceánu. |
|         | Stercorarius pomarinus    | chaluha pomořanská     | Hnízdí na severu Eurasie a Severní Ameriky, zimuje v mořích u všech kontinentů kromě Antarktidy.                                       |
|         | Stercorarius parasiticus  | chaluha příživná       | Hnízdí na severu Eurasie a Severní Ameriky, zimuje v Australasii a jižní Africe a jižní oblasti Jižní Ameriky.                         |
|         | Stercorarius longicaudus  | chaluha malá           | Hnízdí na severu Eurasie a Severní Ameriky, zimuje v mořích poblíž Antarktidy.                                                         |

## Výskyt

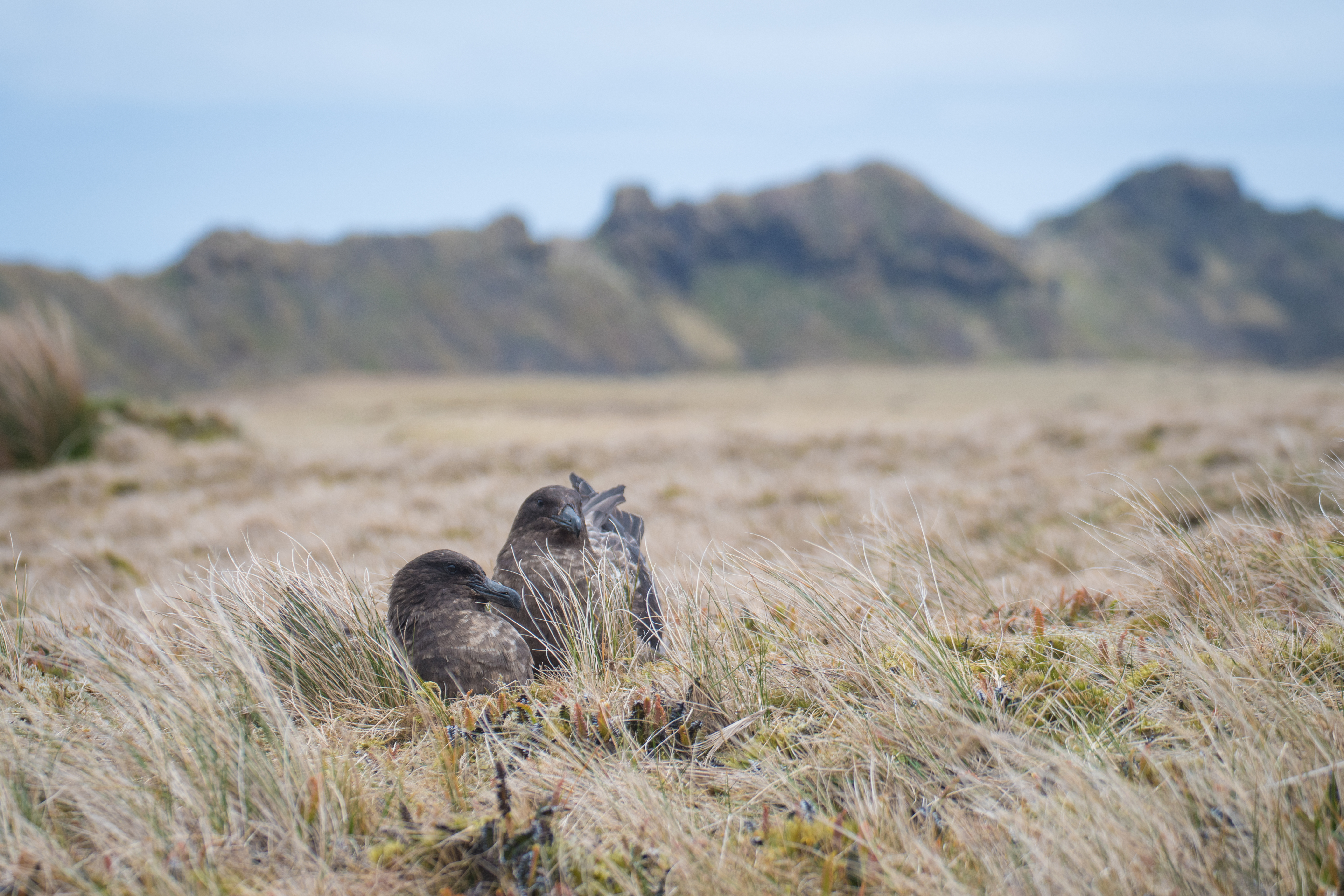
Chaluha antarktická hnízdící na ostrově Nový Amsterdam

Chaluhy hnízdí na severní i jižní polokouli v chladných oblastech vysokých zeměpisných šířek. Na severní polokouli, kde se nachází více pevniny, je hnízdní areál chaluh přirozeně mnohem rozsáhlejší než na polokouli jižní; hnízdiště tam zahrnují severní oblasti Severní Ameriky, Grónsko, Island, a severní Eurasii včetně Kamčatky na výhodě a Skandinávie a Britských ostrovů na západě. Na jižní polokouli se hnízdiště nachází na jižním cípu Jižní Ameriky, při okrajích antarktického kontinentu a na velkém množství subantarktických ostrovů. Zimní stanoviště chaluh zahrnují oblasti nižších zeměpisných šířek všech oceánů. Zatímco některé druhy zůstávají na stejné polokouli (chaluha velká, chilská, subantarktická), jiné druhy migrují na zimu na jinou polokouli (chaluha antarktická, pomořanská, příživná, malá). Chaluhy jsou jedny z mála ptáků, které hnízdí přímo na Antarktidě. Chaluha antarktická byla dokonce zaznamenána až u jižního pólu, což představuje vůbec nejjižnější výskyt ze všech ptáků i obratlovců (vedle člověka).

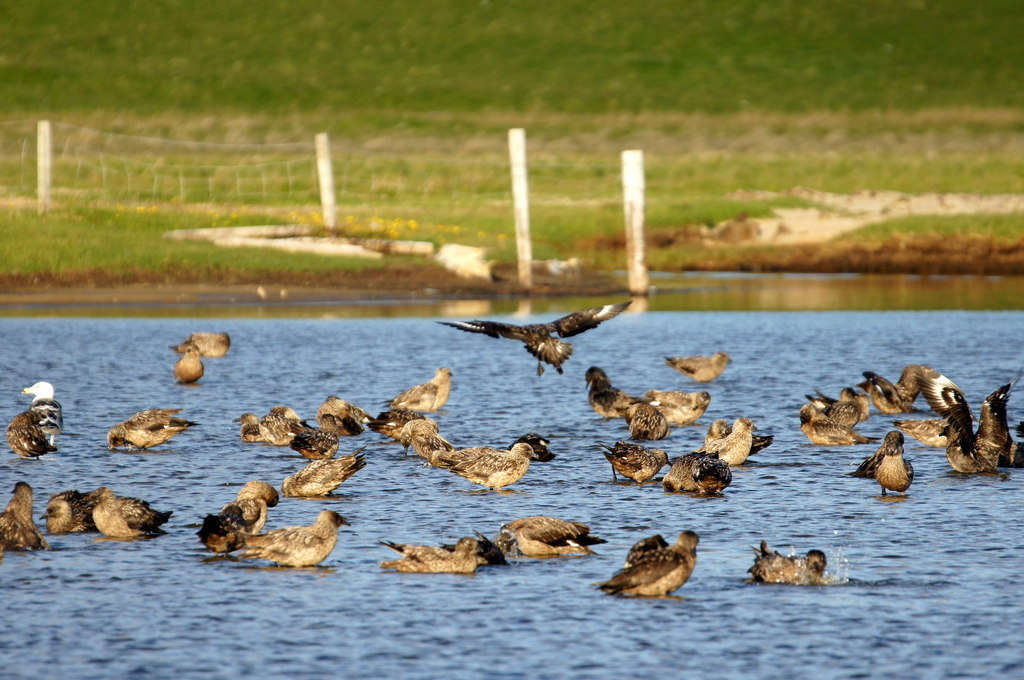
Chaluhy velké při vodní koupeli (Shetlandy)

Stanoviště chaluh bývá různé. Jedná se o mořské ptáky, avšak množství času stráveného na moři se liší podle druhu. Chaluha malá je nejvíce pelagický druh ze všech chaluh – čas tráví hlavně na moři daleko od pevniny, avšak na vodách kontinentálních šelfů. Většina druhů zimuje na otevřeném moři, avšak při nejmenším část populací chaluh subantarktických ze subantarktických ostrovů (Chathamské ostrovy, Goughův ostrov, Tristan de Cunha) mohou zůstávat na těchto ostrovech celoročně, jelikož zde mají bohatý zdroj potravy v podobě norově hnízdících buřňáků rodu Pachyptila. Hnízdní habitat je rovněž variabilní podle oblasti a druhu. Druhy ze severní polokoule typicky hnízdí v přímořských oblastech nebo v arktické tundře, a to jak nížinaté, tak horské (např. chaluha malá hnízdí ve skandinávských horách). Chaluha velká, subantarktická a chilská zase hnízdí na travnatých plochách subantarktických ostrovů.

### Česko
Na území Česka se sporadicky vyskytují chaluha velká, pomořanská, příživná a malá. Nejčastěji chaluhy do Česka zalétají na podzim. Nejvzácnější českou chaluhou je chaluha velká, která byla v Česku zaznamenána v roce 2021 po dvaceti letech. O něco častější, avšak stále vzácnou chaluhou je chaluha malá a nejčastěji se v Česku objevuje chaluha příživná a pomořanská. I u těchto relativně častých druhů se však k roku 2023 jednalo jen o 20–25 ověřených pozorování od roku 1989.

## Popis

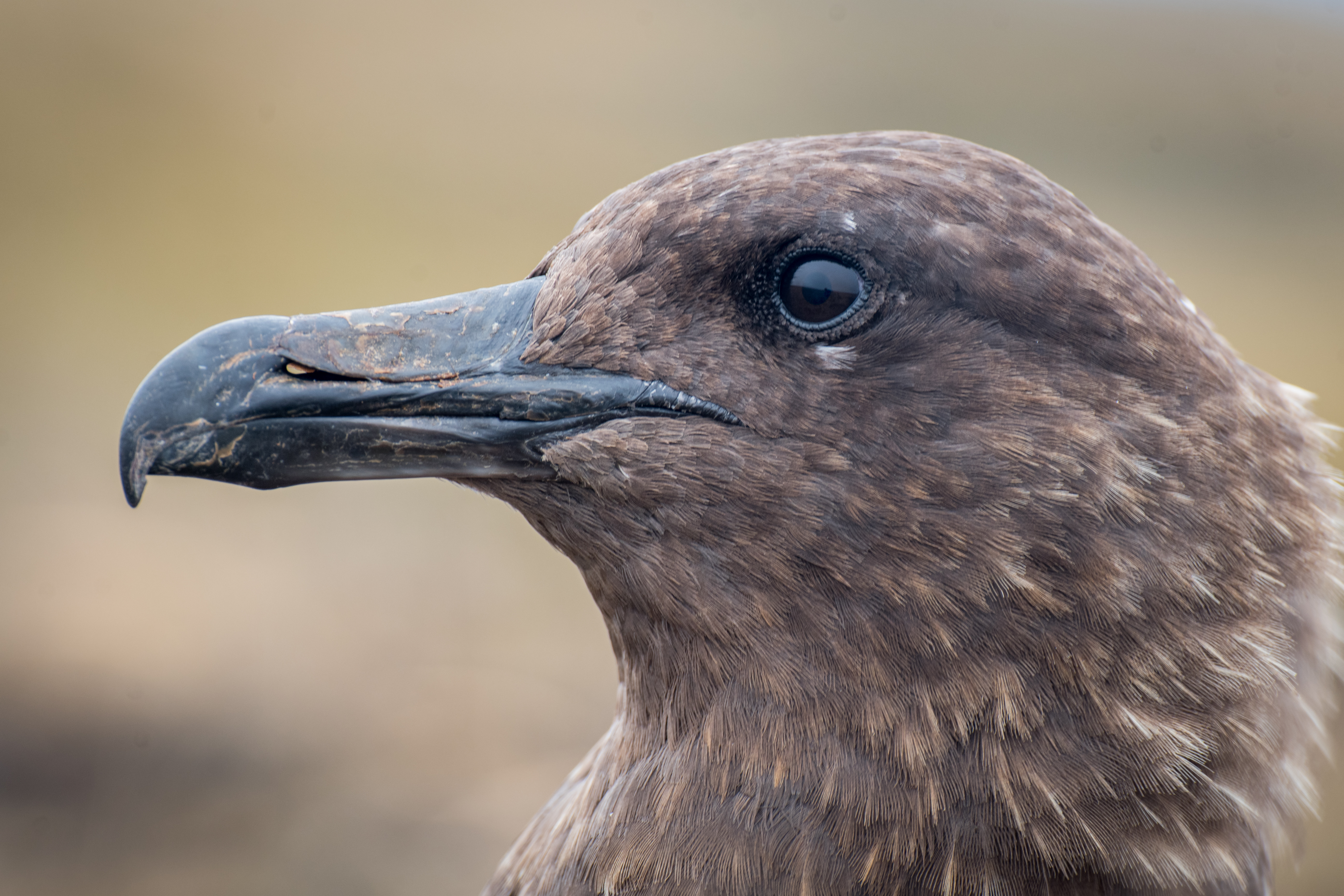
Portrét chaluhy subantarktické

Chaluhy představují statné, robustně stavěné ptáky o velikosti těla kolem 40–60 cm a váze 230–2100 g. U všech druhů chaluh, podobně jako u řady dravých ptáků, jsou samice větší než samci. Tento rozdíl je poměrně malý, samice bývají o cirka 3 % větší a 12 % těžší než samci, což je v terénu pozorovatelné pouze v případě, že samice a samec stojí vedle sebe. Oblíbeným vysvětlením je, že se jedná o adaptaci na role, které samec a samice na sebe berou během hnízdění (např. samice se údajně angažuje v častějším bránění hnízda nebo že větší samice jsou plodnější). Terénní výzkum chaluh velkých a příživných z Shetlandů však takovou spojitost neprokázal. Opeření bývá shora tmavé od šedé přes hnědou po černou, zespoda světlé nebo tmavé. Existuje řada variací opeření od napůl světlotmavých jedinců až po zcela černé ptáky.

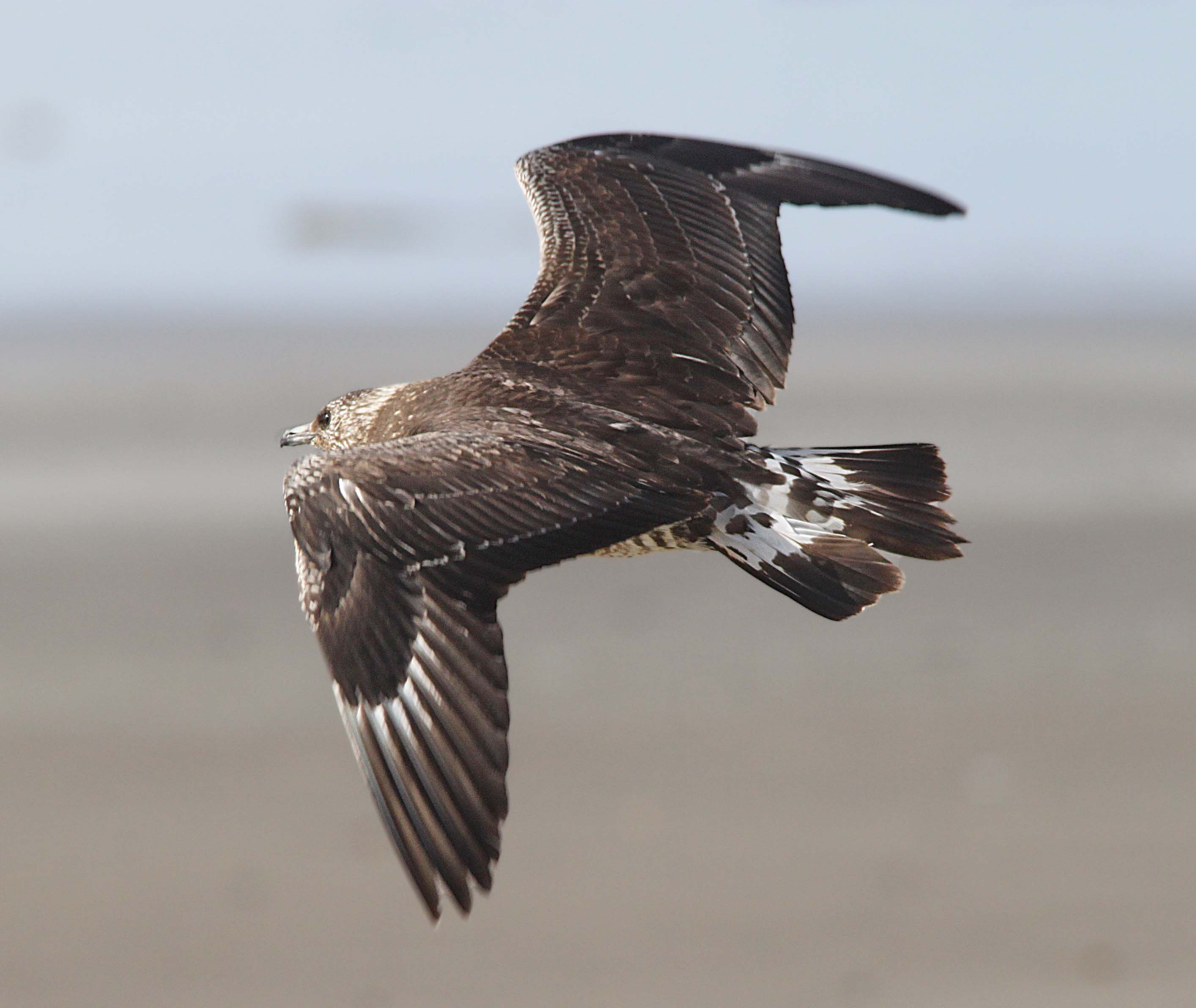
Chaluha příživná v letu, za povšimnutí stojí ohnutí křídel v lokti, které je typické pro všechny druhy chaluh (fotografie z Kalifornie, USA)

Hned tři druhy jsou polymorfní (chaluha příživná, pomořanská, antarktická). Tmavší zbarvení chaluh je spojováno s jejich kleptoparazitismem a bývá považováno za formu agresivní kamufláže, která umožňuje chaluhám přiblížit se k ostatním ptákům na bezprostřední vzdálenost, aniž by vzbuzovaly větší pozornost. Tuto hypotézu by podporovalo i to, že populace chaluhy příživné s nejvyšší mírou kleptoparazitismu jsou populace z jižní hranice jejího hnízdního areálu, kde převládá černá forma chaluh příživných.
Střední pár ocasních per bývá prodloužený, u samců o něco více než u samic. Prodloužení per je výrazné hlavně u menších druhů chaluh (chaluha příživná, malá a pomořanská) a chaluze malé dokonce vysloužil vědecké druhové pojmenování (longicaudus = dlouhoocasá). Nedospělé chaluhy jsou většinou tmavší než dospělci a mají kratší, zaoblenější křídla a postrádají prodloužená ocasní pera. Křídla chaluh jsou tenká a dlouhá, v letu nejsou zcela narovnaná a je patrné jemné ohnutí v lokti. Chaluhy disponují statným, hákovitě zahnutým zobákem. Nohy jsou jen krátké, tři přední prsty jsou spojeny dobře vyvinutými blánami. Tyto prsty jsou zakončeny silnými, dlouhými, dolů zahnutými drápy, což je v rámci ptáků jedinečné. Další, čtvrtý prst umístěný vzadu je jen krátký. Duhovky jsou černohnědé, zobák bledě hnědý až černý, nohy modrošedé až černé. 

## Biologie a chování

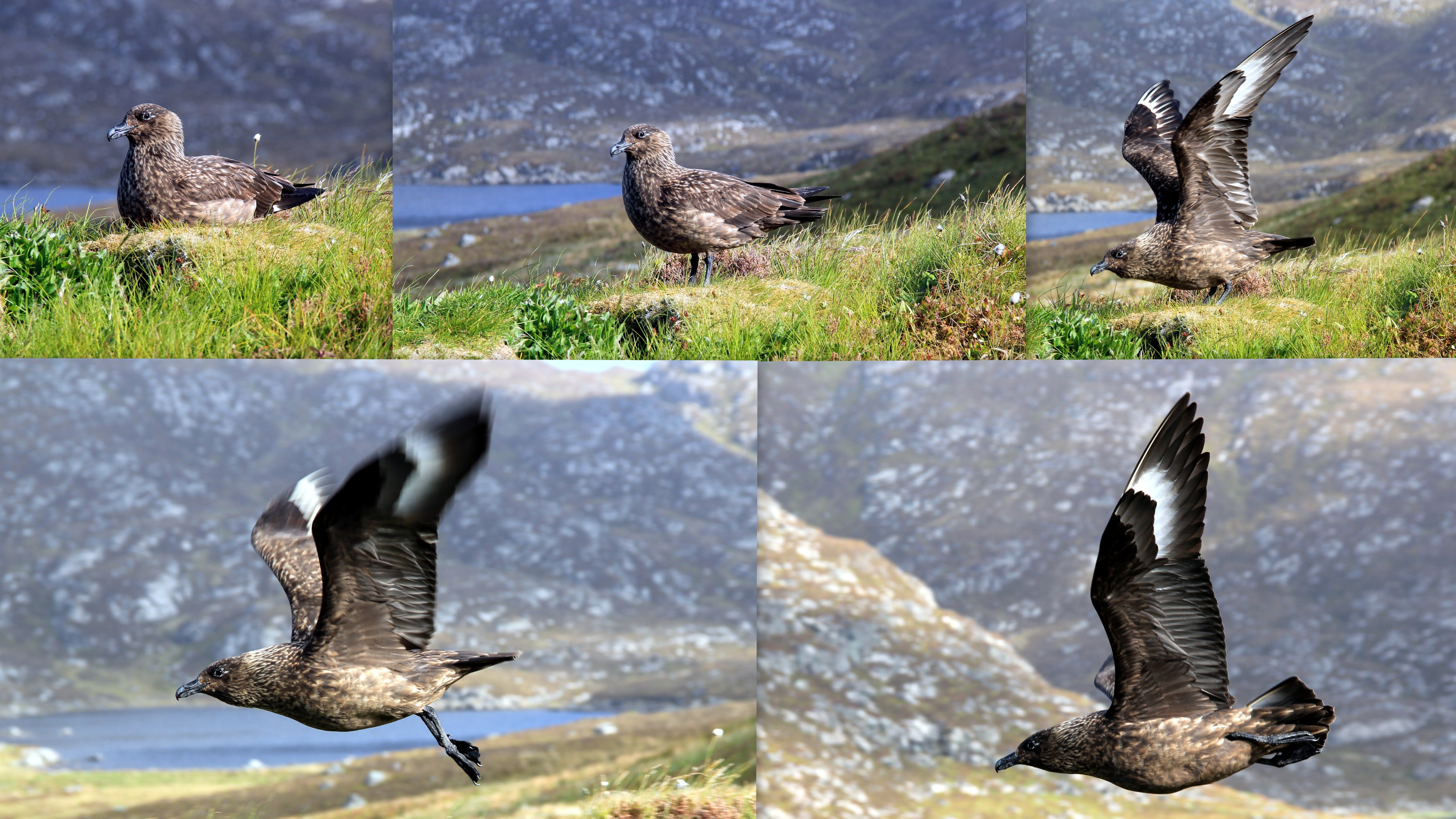
Série snímků zachycující chaluhu velkou při rozletu z hnízda (Norsko)

Chaluhy představují velmi schopné letce, což je nezbytná adaptace na jejich kleptoparazitické chování. K uzmutí potravy jiných ptáků jim dobře slouží i jejich dlouhé drápy a hákovitý zobák. Chaluhy jsou převážně samotářské, i když na moři u bohatých zdrojů potravy (např. za rybářskými loděmi) se mísí s hejnami jiných mořských ptáků. Chaluha pomořanská se může pohybovat v menších skupinkách. Chaluhy jsou vysoce teritoriální a svá teritoria vášnivě brání. Nejsou příliš vokální – na moři jsou zcela tiché a i na souši se jejich volání omezuje na minimum. K hlasovým projevům větších druhů chaluh patří dlouhá série opakovaných kratších, asi 0,2 vteřiny trvajících volání, která jsou spojována s vymezováním teritoria. K dalším hlasovým projevům patří hlasitý nářek (chaluha subantarktická, antarktická) nebo opakované měkké zakdákání, které vydává chaluha velká v případě znervóznění.

### Potrava

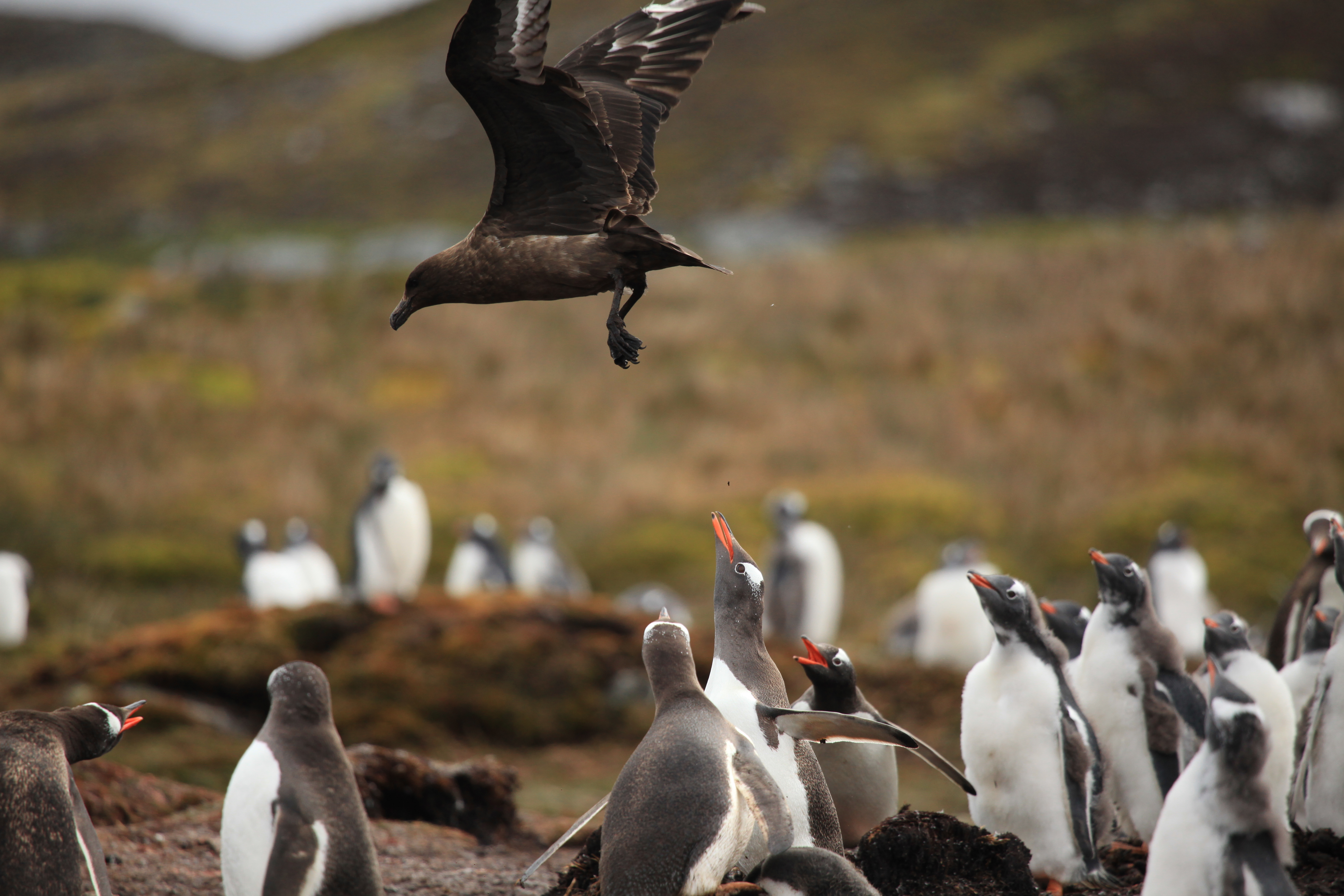
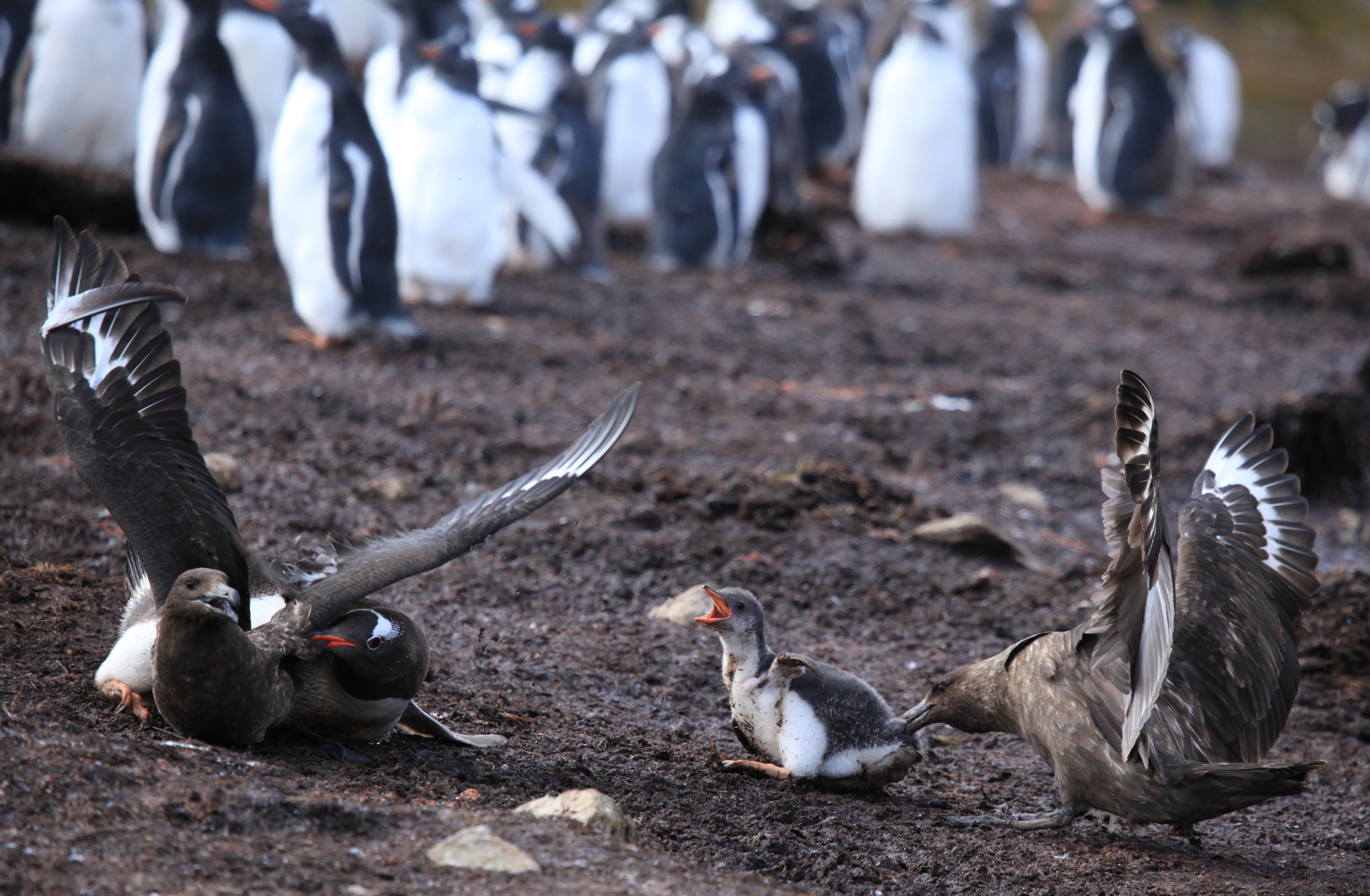
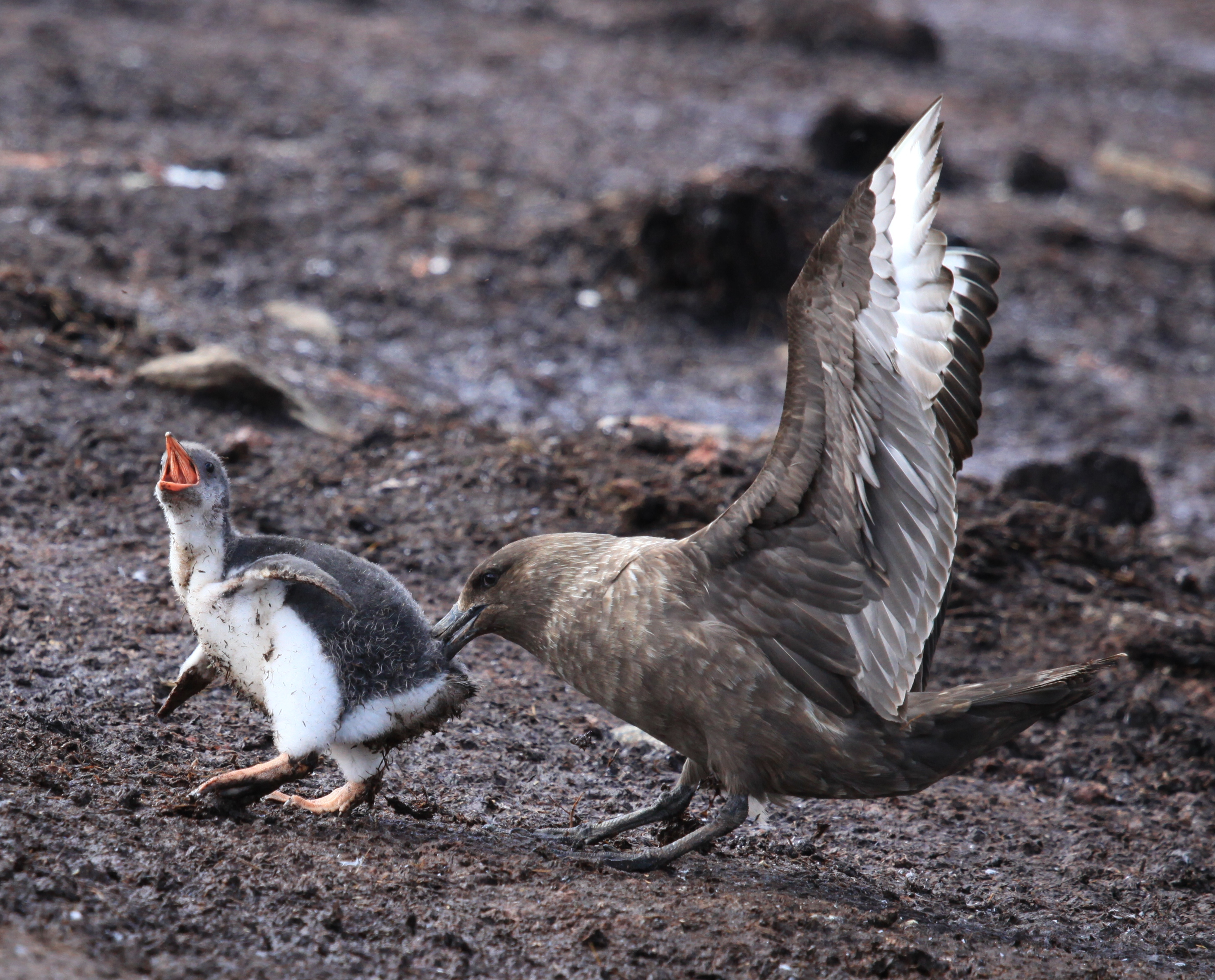
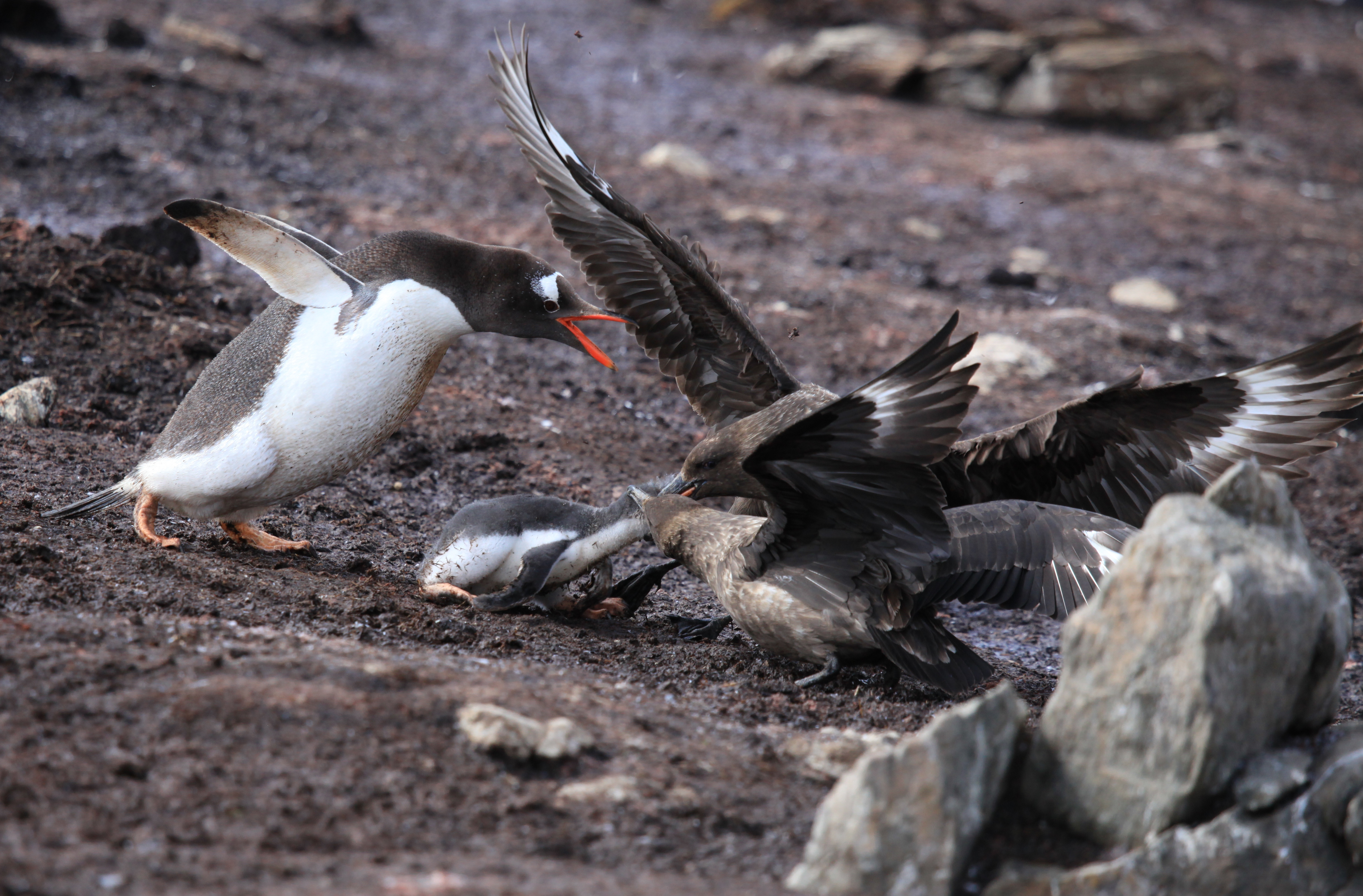
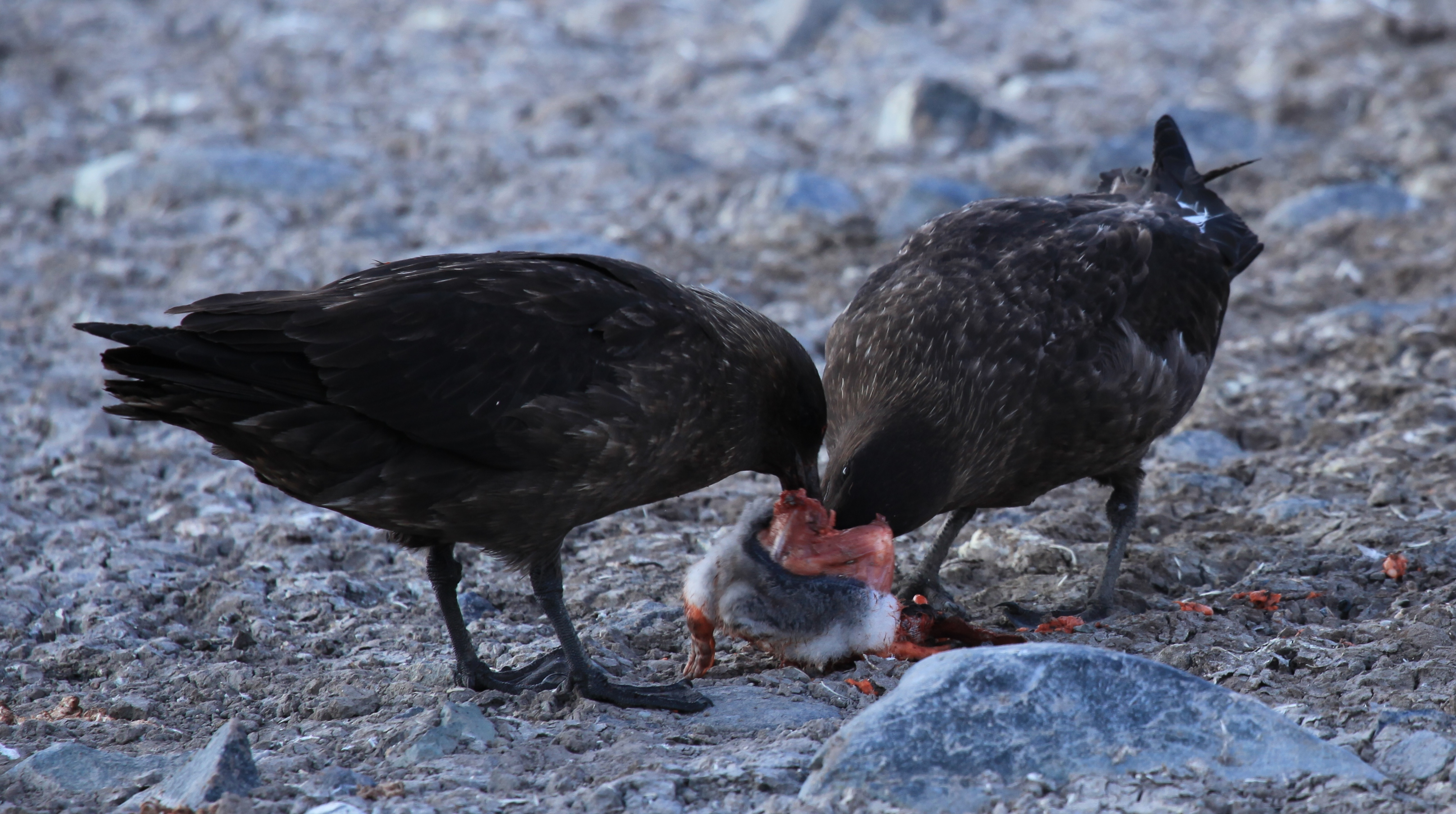

Chaluhy jsou známé svým kleptoparazitismem, jehož míra se však může v rámci jednotlivých druhů vysoce liší. Chaluhy typicky pronásledují menší druhy mořských ptáků (rybáci, racci, papuchalci), troufnou si však i na tak mohutné opeřence, jako je buřňák Hallův (Macronectes halli) nebo albatrosi, kteří patří k vůbec největším ptákům. Své oběti pronásledují tak dlouho, dokud neupustí chycenou potravu ze zobáku nebo nevyvrhnou již spolknutou potravu, kterou poté chaluhy pozřou. Jiného mořského ptáka pronásleduje nejčastěji jedna, občas i více chaluh a občas může dojít i k fyzickému napadení.

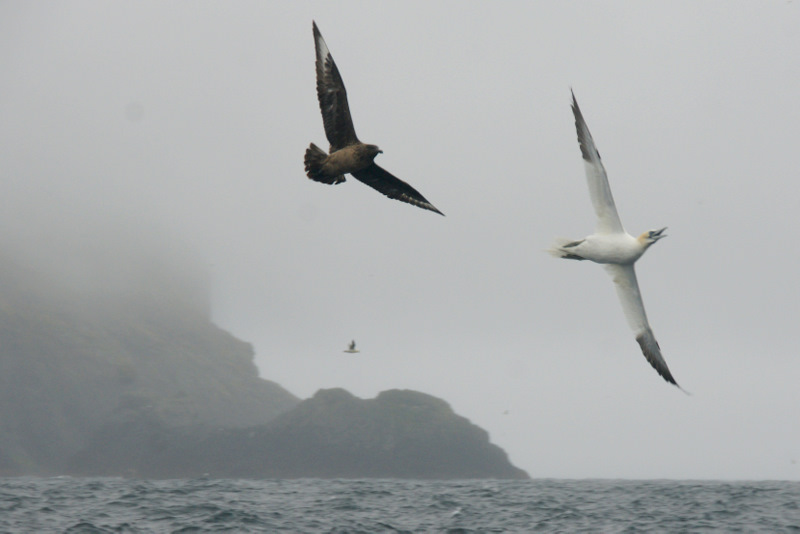
Chaluha velká při pronásledování tereje bílého (St. Kilda, Skotsko)

Chaluhy se krmí na moři i na souši. Složení jejich jídelníčku je velmi různorodé a zahrnuje mršiny, ryby, korýše, měkkýše, jiné ptáky a jejich vejce, savce i zbytky lidských jídel. Chaluhy dokáží usmrtit menší obratlovce, jako jsou menší savci nebo mořští ptáci. Chaluha pomořanská a některé populace chaluhy malé v době hnízdní potravně závisí na lumících, některé populace chaluh z jižní polokoule zase na tučňácích. Chaluha subantarktická je silně predátorská a krmí se hlavně tučňáky a chaluha velká na St Kilda zase požírá hlavně racky tříprsté, papuchalky severní a menší trubkonosé ptáky, které může lovit přímo za letu. Chaluhy se též s oblibou krmí na zbytcích živočichů vhozených do vody za rybářskými loděmi. Na podzim chaluhy občas sezobnou i bobule.
Chaluhy jsou v potravě značně vynalézavé a dokáží se místním potravním zdrojům rychle přizpůsobit. Např. chaluha subantarktická je v oblastech s norově hnízdícími ptáky aktivní hlavně v noci, kdy obchází místní hnízda, do kterých jednoduše vejde a zabije mládě, které pak sežere. Některé chaluhy velké z ostrova Foula se naučily krást vejce místním buřňákům ledním, zatímco jiné místní chaluhy velké se specializují na zabíjení hnízdících rybáků dlouhoocasých nebo dokonce napadají novorozená jehňata. Jsou známy i chaluhy, které se zabydlely v blízkosti meteorologických či jiných vědeckých stanic v oblasti Antarktidy nebo subantarktických ostrovů, kde se živí zbytky lidských jídel. K požírání různých typů potravy, jako je vyzvracené jídlo jiných ptáků nebo shnilé mršiny, chaluhám pomáhá velmi špatná chuť i čich.

### Hnízdění

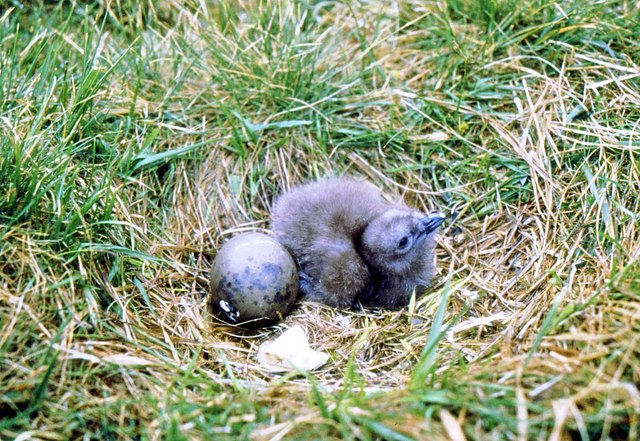
Hnízdo chaluhy velké s vejcem a mládětem

Na jižní i severní polokouli chaluhy zahnizďují v tamějším létě. Hnízdní samostatně nebo ve volných koloniích nedaleko moře nebo ve vnitrozemí. V blízkosti kolonie se často nachází menší sladkovodní plocha, kam chaluhy míří za koupelí i za pitnou vodou. Na jižní polokouli jsou hnízdiště chaluh spojovány s koloniemi tučňáků, v jejichž bezprostřední blízkosti chaluhy hnízdí. Pár chaluh si v rámci kolonie tučňáků může dokonce založit krmné teritorium, které vehementně brání. Pár chaluh si v tomto případě nárokuje veškeré jídlo na daném teritoriu a vedle zbytků potravy hodují i na zdechlinách tučňáků nebo mohou samy usmrcovat hlavně mladé, nechráněné tučňáčí mláďata. Pokud zrovna chaluha není zaneprázdněna rodičovskými povinnostmi, postává na svém teritoriu na stejném místě. Následkem přešlapování a kálení na těch samých místech se v oblastech s jinak vysokou trávou vyvíjí jasně patrná holá místa s nízkou trávou, která jsou patrná již z dálky.

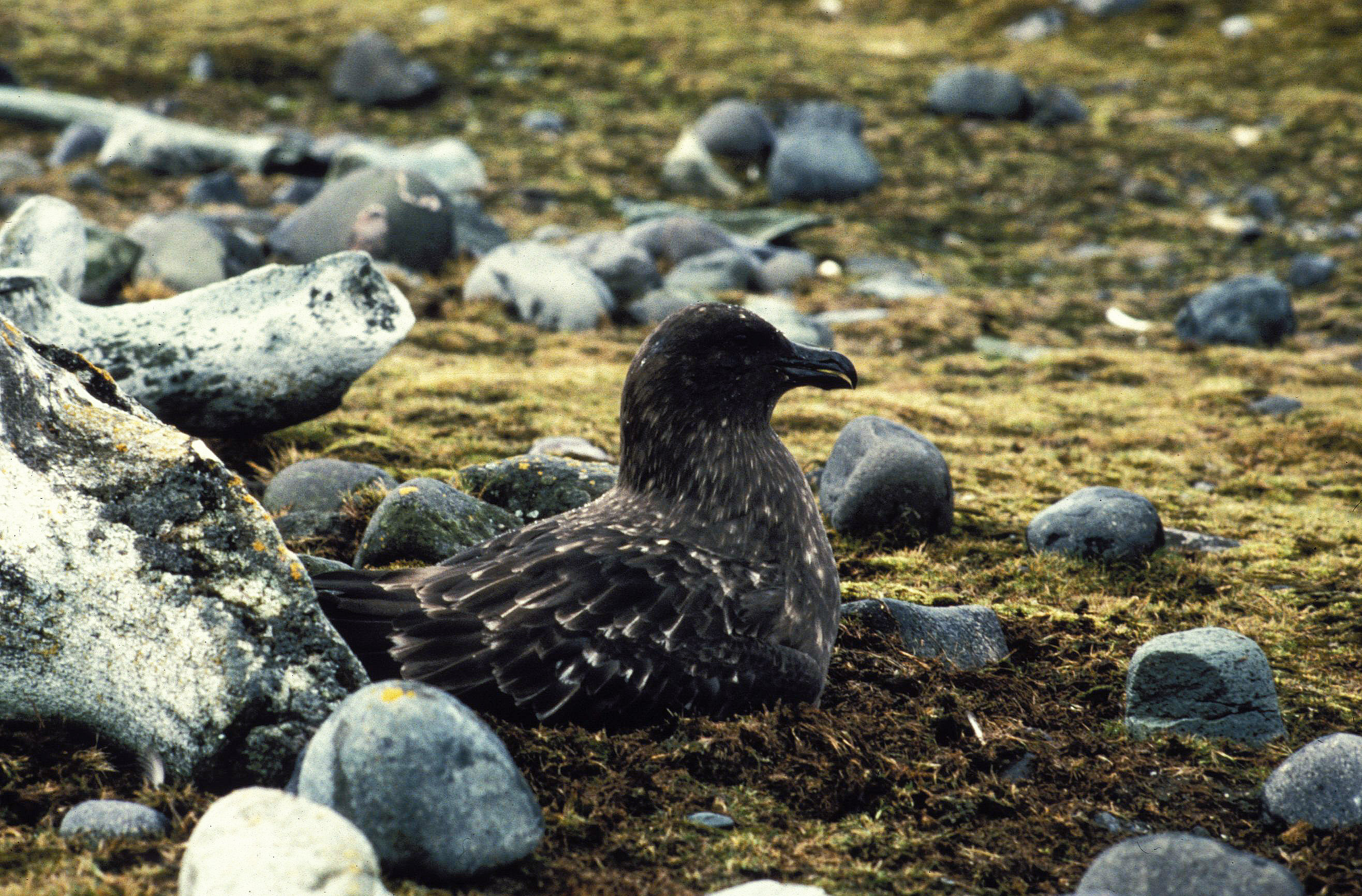
Chaluha subantarktická při hnízdění

Chaluhy jsou převážně monogamní se sdílenou mateřskou péčí. Některé populace chaluhy subantarktické jsou polyandrické, tzn. samice se páří s dvěma, občas i více samci. V polyandrickém svazku samice snáší jen jednu snůšku, avšak bránění hnízda, inkubaci i krmení mláďat zajišťují všichni samci společně. Hnízdo představuje jen mělký důlek v zemi, který partneři společně vyškrábou nohama. Samice snáší 1–3 olivově hnědá vejce pokrytá tmavšími fleky. Prekociální ptáčata se rodí 24–32 dnů od počátku inkubace. Jsou obalena prachovým peřím a brzy začínají prozkoumávat bezprostřední okolí hnízda. Zůstávají v blízkosti hnízdiště až do prvního letu, který nastává ve věku kolem 24–50 dní. V této době rodiče svá mláďata krmí regurgitací (vyvržením) potravy nebo naporcovanou tuhou stravou. Po prvním letu mohou stále zůstávat na hnízdišti rodičů po 3–4 týdny.

## Ohrožení
Žádný z druhů chaluh nečelí vážnějšímu ohrožení. Za to vděčí hlavně svých odlehlým, lidmi řídce osídleným oblastem hnízdišť. K hlavním typům ohrožení patří hromadění těžkých kovů v těle a zamotání do rybářského náčiní. V minulosti nicméně docházelo k využívání chaluh a jejich vajec jako zdrojů jídla, a to hlavně na Islandu, Faerských ostrovech a Shetlandech. Faeřané kdysi mláďata chaluh zabíjeli těsně před tím, než došlo k jejich výletu z hnízda. Chaluhy neměli příliš v lásce, protože útočily na místní kolonie mořských ptáků, kde s oblibou chodili z potravou i Faeřané.

Chaluha velká při obraně teritoria před člověkem (Island, 1975)

Na Shetlandech si místní lidé původně chaluhy velké pochvalovali proto, že dokázaly odlákat orly mořské, kteří tak méně útočili na místní ovce. Počátkem 19. století se však početnost tamějších chaluh velkých navýšila a naopak populace orlů mořských se snížila, a místní tak začali sbírat vejce chaluh. Koncem 19. století začalo docházet k odstřelu chaluh pro muzejní a soukromé sbírky, což v některých oblastech vedlo k rapidnímu poklesu populací a některé kolonie byly zcela vyhlazeny. V 90. letech 19. století počet chaluh velkých na Shetlandech klesl na asi dvacet párů a na Faerských ostrovech jen asi na čtyři páry. Následná legální ochrana i hlídky v terénu však dokázali jejich vyhynutí na těchto ostrovech zvrátit a hlavně ve Skotsku se chaluhy velké od té doby hojně rozšířily. Podobný pokles početnosti na pokraj vyhynutí nastal i u chaluhy subantarktické na ostrově Nový Amsterdam. Následkem introdukce zemědělství a farmářských zvířat tamější populace v 70. letech 19. století poklesla na poslední pár chaluh.

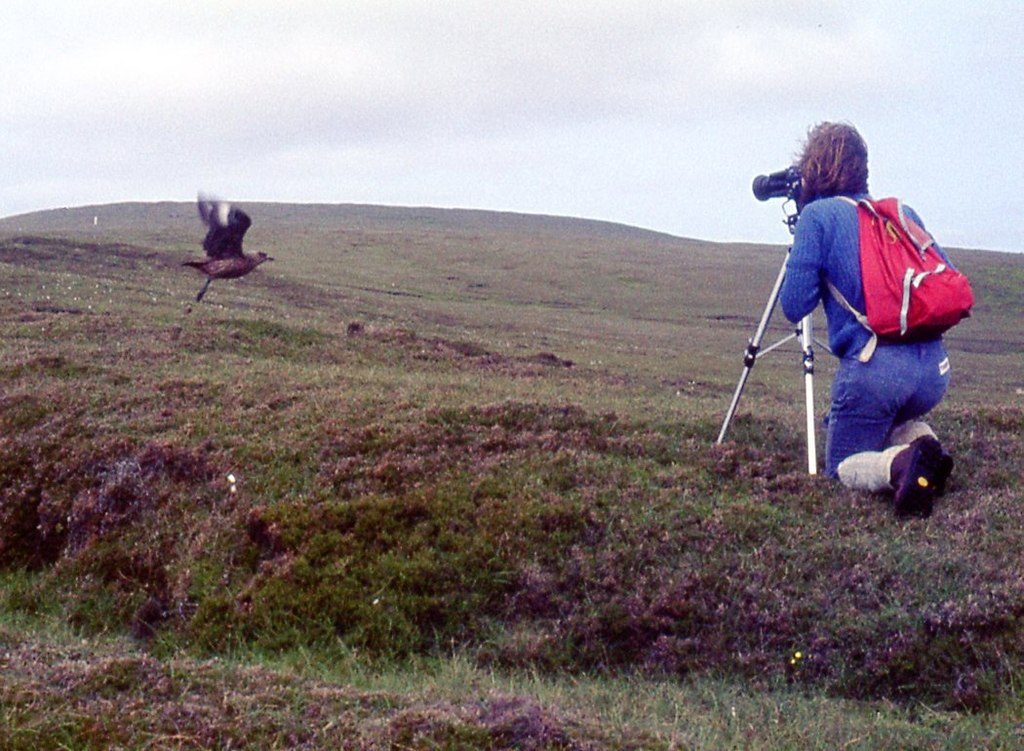
Fotografování chaluhy velké (Shetlandy, Skotsko)

V některých oblastech představují chaluhy ochranářské dilema. Chaluhy totiž netrpí následky lidské činnosti tak, jako řada jiných ptáků; naopak početnosti chaluh do značné míry napomáhá vyhazování zbytků živočichů z rybářských lodí, na kterých chaluhy s oblibou hodují. Větší početnost chaluh tak v některých oblastech může navyšovat predační tlak na některé druhy mořských ptáků, jejichž populace klesá například následkem introdukce savců do oblasti. Příkladem může být skotský ostrov St. Kilda, na kterém se nachází přes 90 % populace buřňáčků zimních (Hydrobates leucorhous) ve Spojeném království, avšak pouze kolem 2 % chaluh velkých. Tamější chaluhy se na těchto buřňáčcích s oblibou živí a jejich odstranění by patrně buřňáčkům zimních napomohlo. Dalšími příklady mohou být extrémně vzácní endemité Chathamských ostrovů buřňák taiko (Pterodroma magentae) a buřňák chathamský (Pterodroma axillaris), kteří sice nejsou chaluhami ohroženy, avšak to se může v budoucnu velmi rychle změnit, když např. dojde k vyčerpání současný potravních zdrojů chaluh následkem lidských aktivit.